# 明誠学院高等学校
明誠学院高等学校（めいせいがくいんこうとうがっこう）は、岡山県岡山市北区にある私立では県下最大の男女共学高校。

## 概要
- 津島校舎 - 学校本部に加え音楽ホール等の芸術系の施設とパソコン教室や調理実習室等の実業系施設を備える。
- 伊島校舎 - 空き校舎で現在は使われいない。「部活動の大会出場」などを広告するための役割として利用している。元々は特別進学コースの校舎として利用しており、廃校となった岡山国際ビジネス専門学校校舎を使用。現在の特別進学コースの教室は津島校舎内にある。
- “けやきの森”総合グラウンド - 野球場・サッカー場・テニスコート等を備える。

## 学科
| 1年次から選択 - 特別進学コース - III類（医歯薬理系） - II類（岡山大学進学系・難関国公立大学進学系） - I類（難関私立大） （特別進学コースは、2年次より文理選択あり） - 特別芸術コース - 吹奏楽系 - 美術・デザイン系 - 書道系 | 2年次から選択 - 進学総合コース - 英語系 - 文系 - 理系 - 医療・看護系 - 食物・調理系 - 環境・ボランティア系 - 新情報コース - キャリアライセンス系 - デジタルデザイン系 - システム・ネットワーク系 - 公務員系 - 保育・福祉コース - 福祉系 - 保育系 |

## 部活動
| 文化部一覧 吹奏楽部 / 書道部 / 放送部 / 美術部 / 社会部 / ボランティア部 / 演劇部 / 茶道部 / 華道部 / コーラス部 / 軽音楽部 / 科学部 / PC部 / ESS / 新聞部 / 写真部 / 手芸部 / 調理部 / 文芸部 / 園芸部 / ダンス部 / 魚類飼育研究部 / 漫画研究同好会 / 映画研究同好会 / 将棋同好会 / 天文同好会 / 入試問題研究同好会 運動部 硬式野球部 / サッカー部 / ソフトテニス部 / ハンドボール部 / バスケットボール部 / 弓道部 / 水泳部 / 卓球部 / バレーボール部 / 陸上競技部 / ボウリング部 / チアリーディング部 / バドミントン同好会 / 柔道同好会 / 剣道同好会 その他 生徒会執行部 - 毎週木曜日活動。 - 入部届で入れるが、分類的には部活動とは異なる。 - 積極性、主体性が重要。 |

## 沿革
- 1924年（大正13年）岡山連合婦人会が高等女学校建設連盟を組織する。岡山市出身で大阪市在住の八代祐太郎・八代麻三郎からの寄付と地元の人々の尽力によって設置決定。
- 1925年（大正14年）岡山県真備（しんび）高等女学校（5年制・定員500名）が開校。校長に下村元子[1]。
- 1948年（昭和23年）学制改革により校名を岡山県真備高等学校と改称。
- 1997年（平成9年）明誠学院高等学校と改称、男女共学制に変更。
- 2001年（平成13年）特別芸術コース（吹奏楽系・美術・デザイン系・書道系）を開設
- 2004年（平成16年）情報コースを新情報コース（キャリアライセンス系・デジタルデザイン系・システム・ネットワーク系）と改める。
- 2005年（平成17年）特別進学コースに「III類」と「II類」を設置。社会福祉コース新設。“けやきの森”総合グラウンド完成。

## 主な卒業生
- 眞栄田郷敦 - 俳優

## 周辺
- 国立病院機構岡山医療センター
- 岡山商科大学
- 岡山県立岡山一宮高等学校

## 交通
- JR岡山駅西口より、スクールバスで10分。
- JR岡山駅東口7番乗り場より、岡電バス・中鉄バス津高台・半田山行き、国立病院行き、免許センター行きで約15分。「明誠学院前」下車。